# 吉莫·廷禮
吉莫·廷禮（宗喀語：འཇིགས་མེད་འོད་ཟེར་ཕྲིན་ལས།，威利：'Jigs-med 'Od-zer 'Phrin-las，THL：Jigme Yoser Thinley；1952年9月9日—），在布姆唐宗出生，不丹總理。
廷禮1976年毕业于宾夕法尼亚州立大学，获公共管理硕士（MPA），曾被授予宾州州立大学杰出校友奖。
他曾經在1998年7月20日至1999年7月9日及2003年8月30日至2004年8月20日擔任兩屆政治辦公室主席。主席一職每年會根據票數來決定輪替人選。1998年至2003年擔任外交部長，后任內政部長。2008年3月，他代表不丹繁榮進步黨參與國會選舉，该党在47個國會議席中取得45席。因此他成為第一位民選首相。